# Whiteface (Teksas)
Whiteface je gradić u američkoj saveznoj državi Teksas. Prema popisu stanovništva iz 2010. u njemu je živjelo 449 stanovnika.